# Palacio de Goyeneche (Lima)
El Palacio de Goyeneche, conocida también como Casa Cavero o Casa Rada, es una construcción colonial situada en el jirón Ucayali, centro histórico de Lima.
Esta casona tiene un interés particular por ser una de las primeras de influencia francesa del siglo XVIII aunque con un aspecto típicamente limeño, con paneles curvos Luis XV en los balcones, las puertas y en la sillería de la portada. Las vidrieras formando pequeñas galerías abiertas en los balcones y los perfiles clásicos de las cornisas, son propias de un estilo que llegó intacto al Perú de fines del siglo XVIII.

## Historia
La casa fue construida en 1771 para Ignacio Cavero y Vásquez de Acuña y su esposa, Micaela de Tagle, en el jirón Ucayali frente al Palacio de Torre Tagle. Posteriormente, la casa fue residencia de José Matías Vásquez de Acuña, VII conde de la Vega del Ren, y sus descendientes.
En 1859, luego de haber sido legada por el arzobispo José Manuel Pasquel al Seminario de Santo Toribio, el rector de este vendió la casona a Juan Mariano de Goyeneche y Barreda.
En 1894, los hijos de Goyeneche heredaron la casa y en 1914 la hermana menor, María Josefa de Goyeneche, duquesa de Goyeneche, pasó a ser la propietaria. En 1928, tras la muerte de la duquesa de Goyeneche, la casa fue heredada por su sobrino segundo Pablo A. Rada y Gamio, quien en 1940 la vendió al banquero Enrique Ayulo Pardo. 
En 1971, el Banco de Crédito adquirió la casa.